# Kölner Stadtansicht von 1570
Die Kölner Stadtansicht von 1570 (sogenannter Mercatorplan) ist ein 1570 vom Kartografen Arnold Mercator erstellter Stadtplan Kölns, der das antike Interesse und die antiquarische Sammeltätigkeit des Patriziats zeigt.

Meister der kleinen Passion (1411)

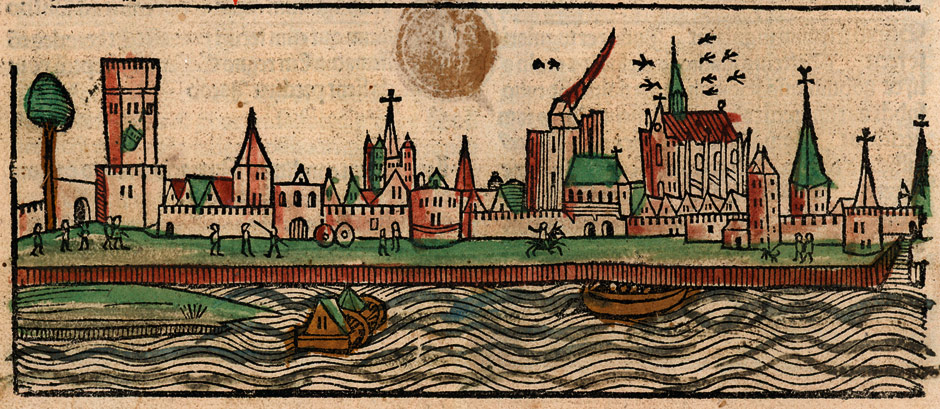
Werner Rolevinck – Fasciculus temporum: Köln (um 1483)

## Erste Kölner Stadtansichten

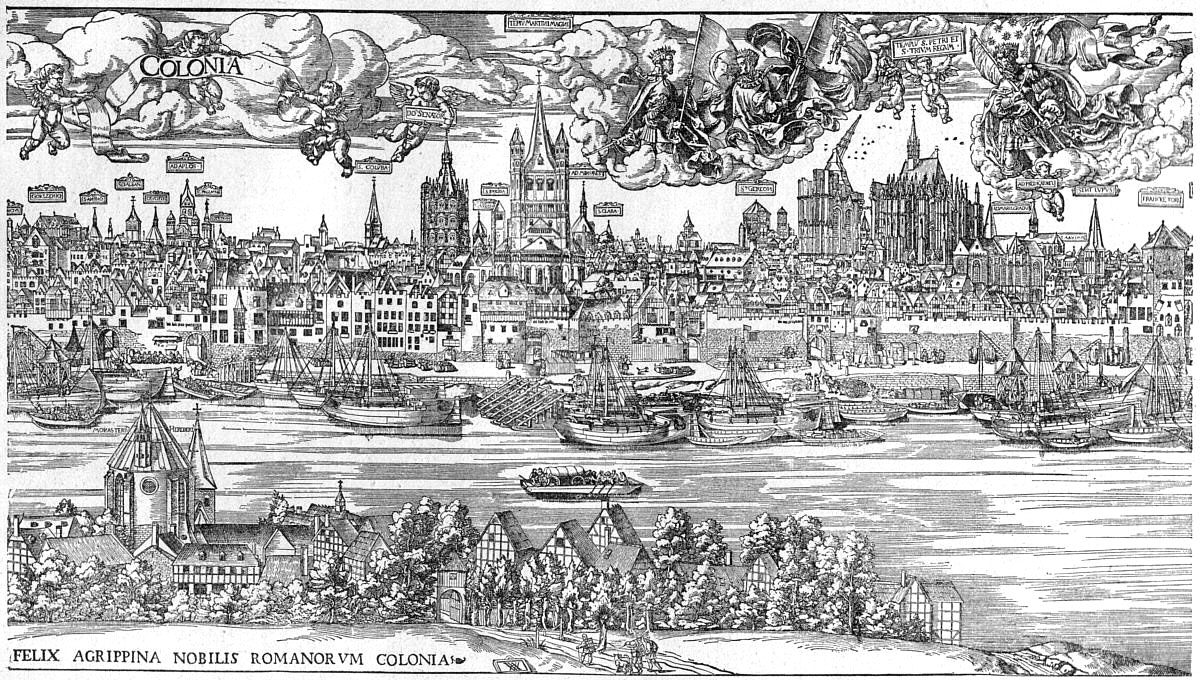
Anton Woensam – Große Ansicht von Köln (1531)

Als eine der frühesten Vogelschauansichten europäischer Städte gilt die Darstellung des Martyriums der heiligen Ursula von Köln, die das Heilige Köln zeigt. Der Meister der kleinen Passion versuchte hier in einem Leinwandbild, die Kirchen der ummauerten Stadt von einem hoch angesetzten Standpunkt zentralperspektivisch ins Bild zu setzen. Innerhalb der Stadt sind fast nur Kirchen abgebildet, so dass es sich um ein realitätsfernes Abbild der Stadt handelt. Die Absicht des Künstlers war nicht die kartografische Darstellung, sondern das Sinnbild einer „Stadt Gottes“ darzustellen. Das Gemälde entstand 1411 und wird heute im Kölner Wallraf-Richartz-Museum gezeigt. Werner Rolevinck brachte um 1479 mit seinem Fasciculus temporum („Versammlung der Zeiten“) die erste gedruckte Ansicht Kölns heraus. Eine Variante hiervon findet sich 1499 in der Koelhoffschen Chronik wieder.

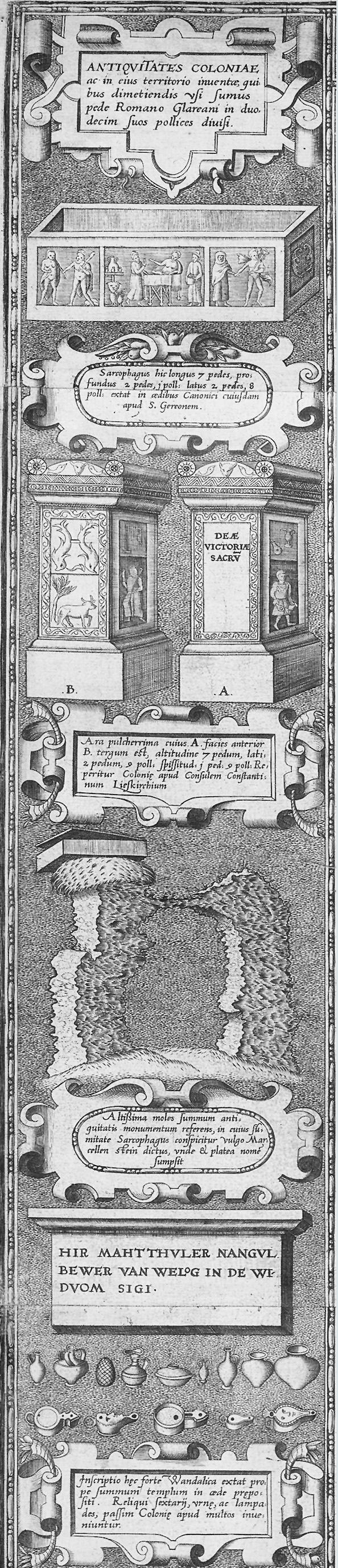
Detailzeichnungen der Umrandung der Stadtansicht, von Mercator als „antiquitates Coloniae“ bezeichnet

Eine herausragende Stellung nimmt die monumentale Kölner Stadtansicht von 1531 von Anton Woensam ein. Er hatte einen 0,62 × 3,43 Meter breiten Stadtprospekt („Die große Ansicht von Köln“) vorgelegt und damit einen der größten europäischen Stadtprospekte überhaupt geschaffen. Dieser war als Geschenk für Kaiser Ferdinand I. gedacht und wurde ihm bei seiner Wahl am 5. Januar 1531 im 1322 fertiggestellten und geweihten Chor des sonst noch unfertigen Kölner Doms überreicht. Woensam blickte von Osten über den Rhein und zeigte das linksrheinische Köln in der Profildarstellung. Woensams Holzschnitt lässt sogar Details der Fenster- und Fassadengestaltung erkennen.
Nach der Venedig-Darstellung aus 1500 galt sie als eine der ersten naturgetreuen und detaillierten Stadtprospekte Deutschlands nach dem Augsburger Vogelschauplan von Georg Seld aus dem Jahr 1521. Weitere frühe Holzschnittprospekte jener Zeit für Städte wie Duisburg (1564) bedeuteten einen Fortschritt, blieben jedoch Frontansichten und boten noch keine räumliche Sicht der Dinge. Gerhard Mercator, Arnolds Vater, war wohl derjenige, der maßgeblich die Mathematik in die Darstellungen einband, die sich dann auch in den Arbeiten seines Sohnes niederschlug.

## Mercators Zeichnung und Kupferstich

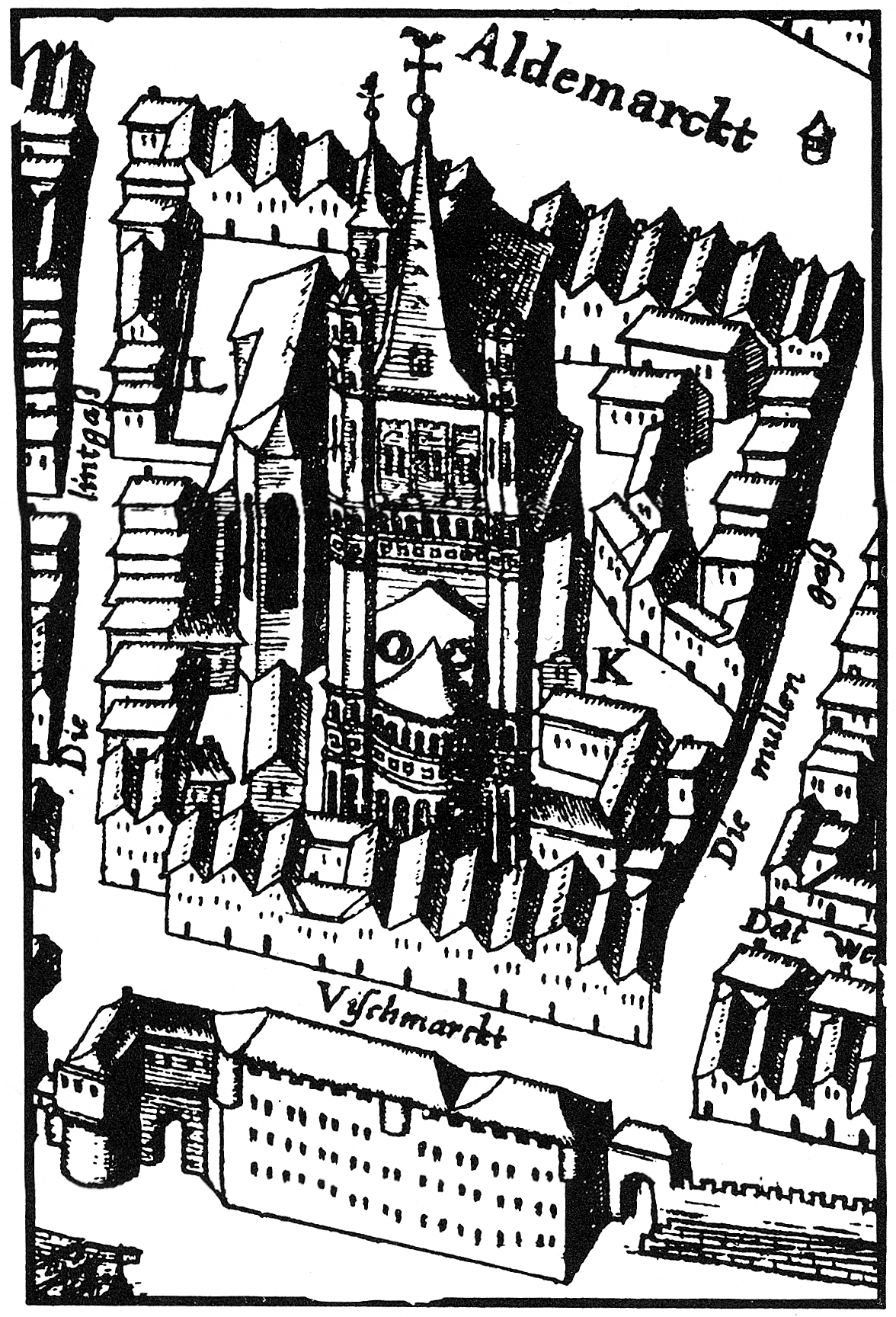
Arnold Mercator – Groß St. Martin

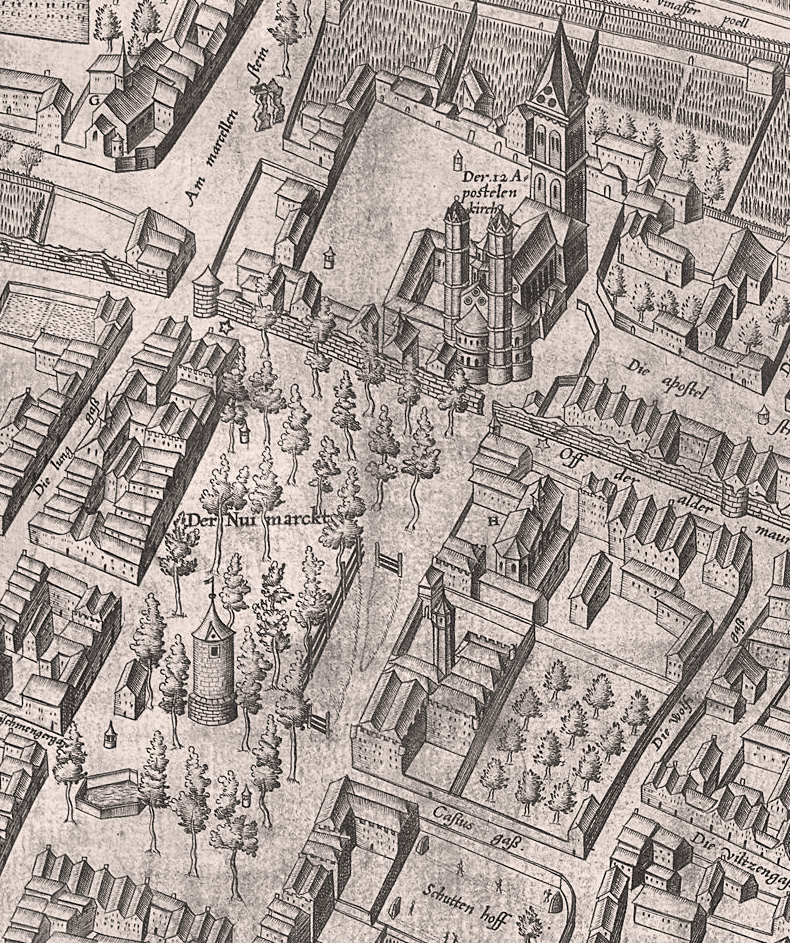
Arnold Mercator – Neumarkt

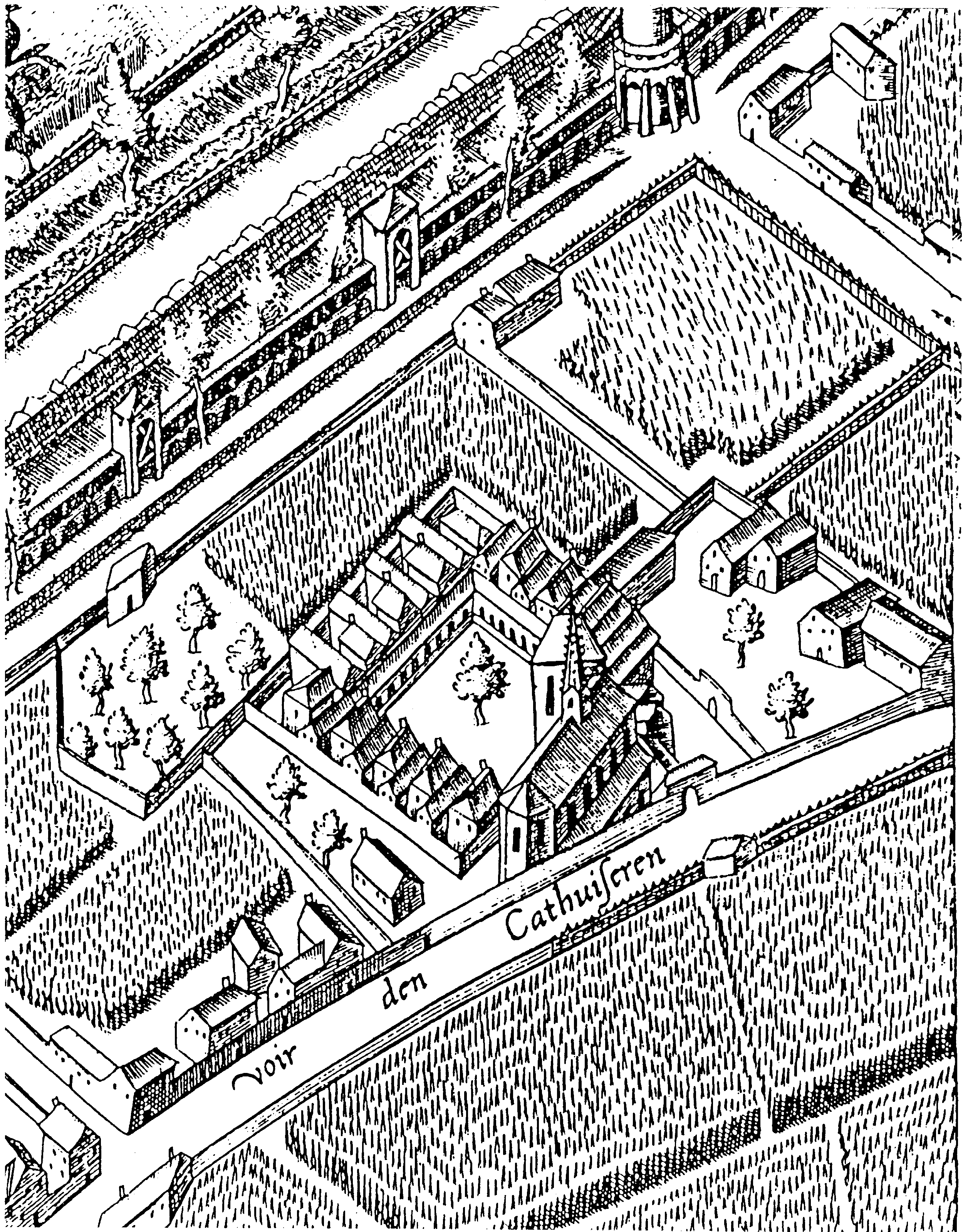
Arnold Mercator – Kartause

### Vorgeschichte
Nachdem in die freie Reichsstadt Köln ab 1565 vermehrt protestantische Flüchtlinge aus den Niederlanden migrierten, sah sich der Rat der Stadt veranlasst, die aktuelle Bevölkerungssituation seines Stadtgebiets besser kennenzulernen. Am 2. Dezember 1569 erhielt der Rat eine Warnung aus den Niederlanden, keine Flüchtlinge aufzunehmen und zu dulden. Darauf folgte am 23. Juli 1570 ein Edikt des Stadtrates, wonach alle seit vier Jahren in der Stadt lebenden Fremden beweisen mussten, dass sie ihre Heimat mit Genehmigung ihrer Obrigkeit verlassen hatten. Die Stadt zählte zu jener Zeit etwa 40000 Einwohner und rund 8000 Häuser. Den Auftrag zur Kartografie durch den Rat der Stadt Köln erhielt der bereits seit 1567 mit Vermessungsarbeiten für das Bistum Trier befasste Kartograf Arnold Mercator, ältester Sohn des berühmten Kosmografen Gerhard Mercator, der unter anderem die Mercator-Projektion entwickelt hatte.

### Zeichnung
Arnold Mercator weilte 1569 in Köln, um seinen Vogelschauplan vorzubereiten und nahm eigene Vermessungen vor, womit er sich in die noch kurze Reihe renaissancezeitlicher Vermessungskampagnen von einzelnen Städten einreihte. Nachdem er Einzeldaten und Skizzierungen zu einer großformatigen Zeichnung auf Papier übertragen hatte, übergab er das Werk noch 1570 an seine städtischen Auftraggeber. Er fertigte eine Tuschzeichnung an, die er bis September 1570 dem Stadtrat präsentierte. Dieser machte am 11. September 1570 den beiden Stimmmeistern die Begutachtung des Grundrisses von Köln zur Auflage. Im Ratsprotokoll heißt es wörtlich: „Arnoldi Mercatoris abcontrafeitung der stadt Cöln, und was er vor Arbeit vorgewandt, ist beyden stigmeisteren zo besichtigen und widder an einen rat zo brengen bevollen.“ Anhand dieses Stadtplanes gelang dem Stadtrat die Kontrolle über die Unterkünfte der Zugewanderten.

### Kupferstich
Der Kartograf benutzte seine Zeichnung als Grundlage für den berühmtesten Kupferstich, den er an seinem Geburtstag am 31. August 1571 vollendete und dessen Ausmaße von 1,08 × 1,71 Meter er auf 16 Platten verteilte. Dabei hob er sich von anderen, typisierend-idealisierenden Stadtbildern jener Zeit ab und hielt sich an die Realität. Während die aquarellierte Handzeichnung noch dem städtischen Senat gewidmet war, galt beim Kupferstich die Widmung dem Kölner Erzbischof Salentin von Isenburg, dessen Wappen nun anstelle des Stadtwappens trat. Die Kupferstiche gab Mercator auf eigene Rechnung heraus.
Ausgestattet mit einem Druckprivileg Kaiser Maximilians, entschloss sich Mercator, den Kölner Plan auf eigene Rechnung zu veröffentlichen. Zur Vervielfältigung wandte er die Weiterentwicklung des bisher üblichen Verfahrens eines Holzschnittes, die aufgekommene Technik des Kupferstichs, an. Im väterlichen Betrieb, in dem die Angehörigen der Familie selbst Drucker, Kupferstecher oder Kartographen waren, entstanden 16 sorgfältig vorbereitete dünne Kupferplatten unterschiedlichen Formates, die mit fein mit einem Stichel eingearbeiteten Gravuren versehen worden waren. Diese dienten sodann dem Abdruck, den er auf sechzehn Blättern vornahm. Die so 1570/1571 entstandenen Exemplare der Kölner Stadtansicht waren aufgrund ihres komplexen Informationsgehaltes und ihrer Genauigkeit der kartografischen Wiedergabe ein Novum damaliger Zeit. Sie dienten über einen langen Zeitraum als Vorbild später geschaffener Kölner Stadtpläne.

## Ikonografische Deutung
Arnold Mercator lieferte die erste bekannte stadtplanähnliche Darstellung auf der Grundlage geometrischer Kriterien, die eine Vogelschauansicht suggeriert. Die Zeichnung ist eine mit Tusche auf Pergament ausgeführte Darstellung der Stadt Köln in Form eines Stadtplans. In den seitlichen Randstreifen bildete er insbesondere römische Inschriften ab. Mercators in Aquarellfarben ausgeführte Zeichnung bildete den ersten, meisterhaft gestalteten Stadtplan Kölns. Hierin berücksichtigte er 169 Örtlichkeitsangaben, darunter alle 18 Kirchspiele, und bemühte sich bei seiner kartografisch-wissenschaftlichen Darstellung um Entsprechung und genaue Beschreibung („exactissime descripta“). Der große Maßstab von etwa 1:2450 ermöglichte ihm die Berücksichtigung von Details, so etwa den Schützenhof („Schutten hoff“) mit vier Bahnen an der Nordostecke des Neumarkts, den die Stadt kurz vor 1450 eingerichtet hatte. Die Zeichnung ist eine Mischung aus Vogelperspektive und Aufrisstechnik und visualisiert die halbrunde, zum Rhein hin geöffnete Kreisform der Stadt. Sie gibt der Nachwelt Aufschluss über mittelalterliche Straßenbenennungen und -verläufe, wichtige Bauwerke und ihren damaligen Bauzustand. Erkennbar sind die Trapezform der Römerstadt und die im 10. Jahrhundert angegliederte Rheinvorstadt um den Heumarkt. Durch den Einsatz von Isometrien erlaubt Mercator sogar den Blick auf die Grundrisse und teilweise die Front von Bauwerken, wodurch allerdings die Straßen breiter erscheinen.
Die Zeichnung kann eher als Stadtplanvedute charakterisiert werden, bei der die Fassaden der Gebäude perspektivisch hochgeklappt sind. Der Plan verweist auf das kaiserliche Druckprivileg und nennt Duisburg als Verlagsort. Der Druck der Karten und des zugehörigen Ortsnamenindex erfolgte Josef Benzing (1951) zufolge bei Gottfried von Kempen in Köln. Nur drei gedruckte Exemplare sind heute bekannt, die sich im Besitz der Königlichen Bibliothek zu Stockholm, der Herzogin Anna Amalia Bibliothek in Weimar und der Sammlung der Kreissparkasse Köln befinden. Die Handzeichnung gehört zum Bestand des Historischen Archivs der Stadt Köln und wurde bis zu dessen Einsturz am 3. März 2009 dort aufbewahrt. Sie befand sich allerdings bereits spätestens seit 1876 in einem äußerst desolaten Zustand, weil sie lange Zeit unter dem Schutt einer wegen Durchregnens heruntergefallenen Zimmerdecke begraben lag.
Neben den Schreinsbüchern ist Mercators Werk für Historiker die wichtigste Namensquelle, insbesondere für die von ihm verwendeten Straßennamen. Sie bietet sowohl die Möglichkeit, einen Einblick in das Kölner Stadtbild des 16. Jahrhunderts zu gewinnen als auch mit Hilfe der Georeferenzierung die abgebildeten Gebäude zu lokalisieren.

Ausschnitte der Stadtansicht von 1571
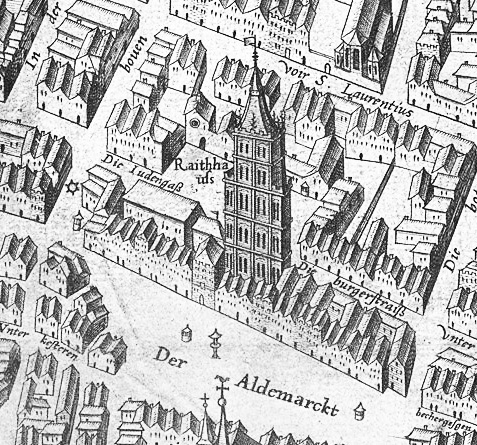
Rathausplatz und Umfeld
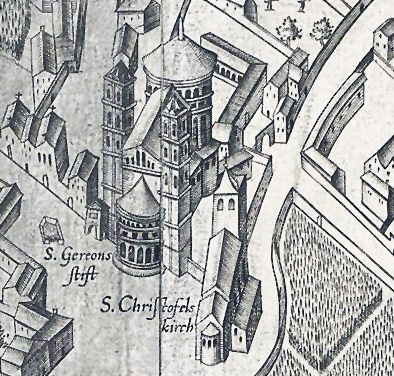
St. Gereon und St. Christoph
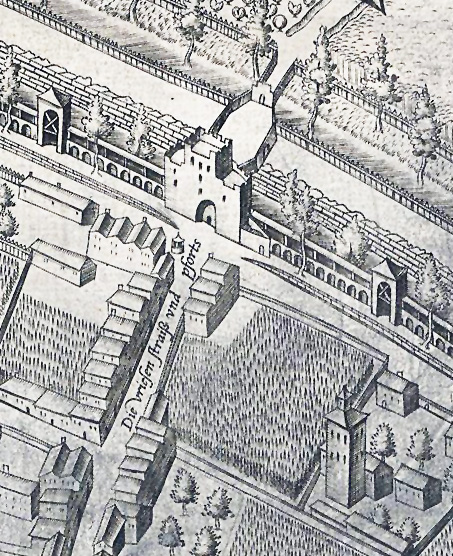
Friesentor und Umfeld
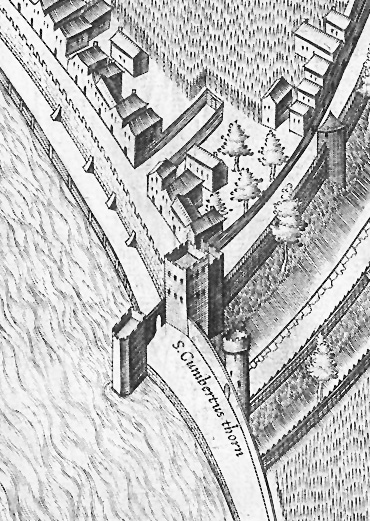
Kunibertstorburg, Ark, Weckschnapp und Leinpfad
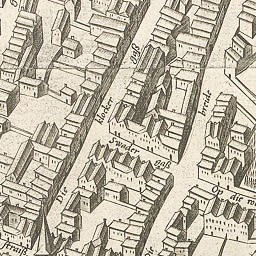
Zwischen „Breide straiß“ (Breite Straße) und „klocker gaß“ (Glockengasse)

### Einzelheiten der Kölner Stadtansicht
Da, wo es Mercator ratsam erschien, hatte er sein Werk in der Umrandung mit Kartuschen versehen, in denen Bilder und Texte zu wichtigen Einzelheiten des Stadtplanes angegeben wurden, die er in diesem durch Zahlen oder Buchstaben markierte. Neben den Angaben zur zeitgenössischen Benennung der exakt wiedergegebenen Straßen erläuterten zusätzliche symbolhafte Zeichen die Lage sich oft wiederholender Objekte im Stadtgebiet, so den Verlauf der römischen Stadtmauer. Mercator zeichnete die Stadtmauer und ihre Tore in allen Einzelheiten und ebenso die damals zahlreichen Kirchen, Kapellen und Klosteranlagen. Wie bei den Befestigungen erfasste er bei allen Bauwerken akribisch die Geschosse, Details wie Dächer, Giebel, Fenster, Erker, Treppentürme, innerstädtische Tore, den Verlauf von Bächen mit ihren Brücken und Stegen, dazu Brunnen und Viehtränken. Seine Zeichnungen spiegelten die Dichte der Besiedlung und zeigten die landwirtschaftlich genutzten Flächen der Stadt auf. Auch das Leben auf und am Rheinstrom wurde von Mercator dokumentiert. Er zeigte die damals noch vorhandenen Rheininseln, die Schifffahrt dieser Zeit in vielfältiger Form, verankerte Rheinmühlen und die Kaianlagen der Stadt mit Kränen, Karren und geschäftigen Menschen.

### Einbindung der städtischen Historie
Die Umrandung seiner Stadtzeichnung verzierte Mercator überwiegend mit solchen Objekten, die wie der Altar der Victoria auf die römische Vergangenheit der Stadt verwiesen, und nannte sie „antiquitates Coloniae“ oder auch „antiquitates territorii Coloniensis“, um so auf den Kölner Fundort zu verweisen. Eine althochdeutsche Inschrift im Kölner Domstift, die er der germanischen Epoche zuschrieb, bezeichnete er als „inscriptio vandalica“, womit er sich der zeitgenössischen Terminologie bediente. Von der Fachwelt konnten bis auf vier Abbildungen alle von Mercator eingezeichneten Monumente als Arbeiten des 1. bis 4. Jahrhunderts, basierend auf lokalen Fundstellen, ein- und zugeordnet werden.

### Gestaltung des Planes
Das im Katalog des Rheinischen Landesmuseums Bonn zur Ausstellung 2010 herausgegebene Begleitbuch enthält die Abbildung eines im Besitz der „National Library of Sweden“ befindlichen Exemplars. Für diesen Kupferstich werden die Maße von 122 × 185 cm angegeben. Die Titelzeile des Stiches lautet:
 COLONIA AGRIPPINA ANNO DOMINI M. D. L XXI. EXACTISSIME DESCRIPTA
Die erhaltenen Exemplare der Stadtansicht stimmen nach dem Archäologen Noelke in ihren Maßen, soweit erkennbar, (lediglich Bild und Text des Druckes sollen in gutem Zustand sein) mit der Originalvorlage überein.
Mit den in der Inschrift der Titelleiste enthaltenen Worten „exactissime descripta“ wollte Mercator wahrscheinlich auf die Genauigkeit seines Werkes verweisen. In den beiden seitlichen Randleisten der Pläne waren von Mercator insgesamt achtundvierzig Objekte eingezeichnet worden, wobei die Zahl der achtundzwanzig zumeist Inschriften (teils der Wirklichkeit entsprechend nur fragmentarisch) enthaltenden Steindenkmäler dominant war. Alle Objekte waren von ihm je nach ihren Abmessungen einzeln, paarweise oder wie bei kleineren Tongefäßen gar als Ensemble platziert worden. Die untere Bildumrandung des Planes schließt mit einer Zierleiste ohne weitere dekorative Details ab.

### Hinweise zu Text und Bildergänzungen
Neben der eigentlichen Stadtansicht sind die Randzeichnungen und die in ihnen teilweise untergebrachten Texte sehr aufschlussreich. Auftraggeber Mercators war zwar der Rat, dennoch fügte er an exponierter Stelle das Wappen des amtierenden Fürst- und Erzbischofs Salentin von Isenburg ein. Die eingebrachte Abbildung eines Maßstabes in Doppelschritten (mille passus) verwies auf seine genaue Vermessungsarbeit. In einer längeren Textausführung unterhalb des oberen rechten Bildrandes, die er mit
 DE FVNDATIONE ATQVE ANTIQVITATE HVIVS VRBIS
betitelte, erläuterte er in damaliger Sicht die Gründung und Weiterentwicklung der Stadt. Auch füllte er die diversen im Planrand enthaltenen Kartuschen mit zusätzlichen Informationen. So wurden von ihm in diesen auch einige Besitzer der von ihm dargestellten Altertümer benannt. Es waren allesamt Herren der welt- oder der kirchlichen Oberschicht, so der Bürgermeister der Stadt (Consul) Konstantin von Lyskirchen, der Lizentiat der Rechte, Ratsherr und kaiserliche Münzmeister Johann Helman, der Professor der Jurisprudenz an der Universität zu Köln Johann Rinck, der kurfürstliche Rat Johannes Broich. Weitere Denkmäler der Stadt sollen sich in den Anwesen kirchlicher Würdenträger befunden haben, von denen „Noelke“ das eines Kanonikus von St. Gereon anführt sowie das Haus des Dompropstes und in diesem Fall auf Hermann von Neuenahr verweist.

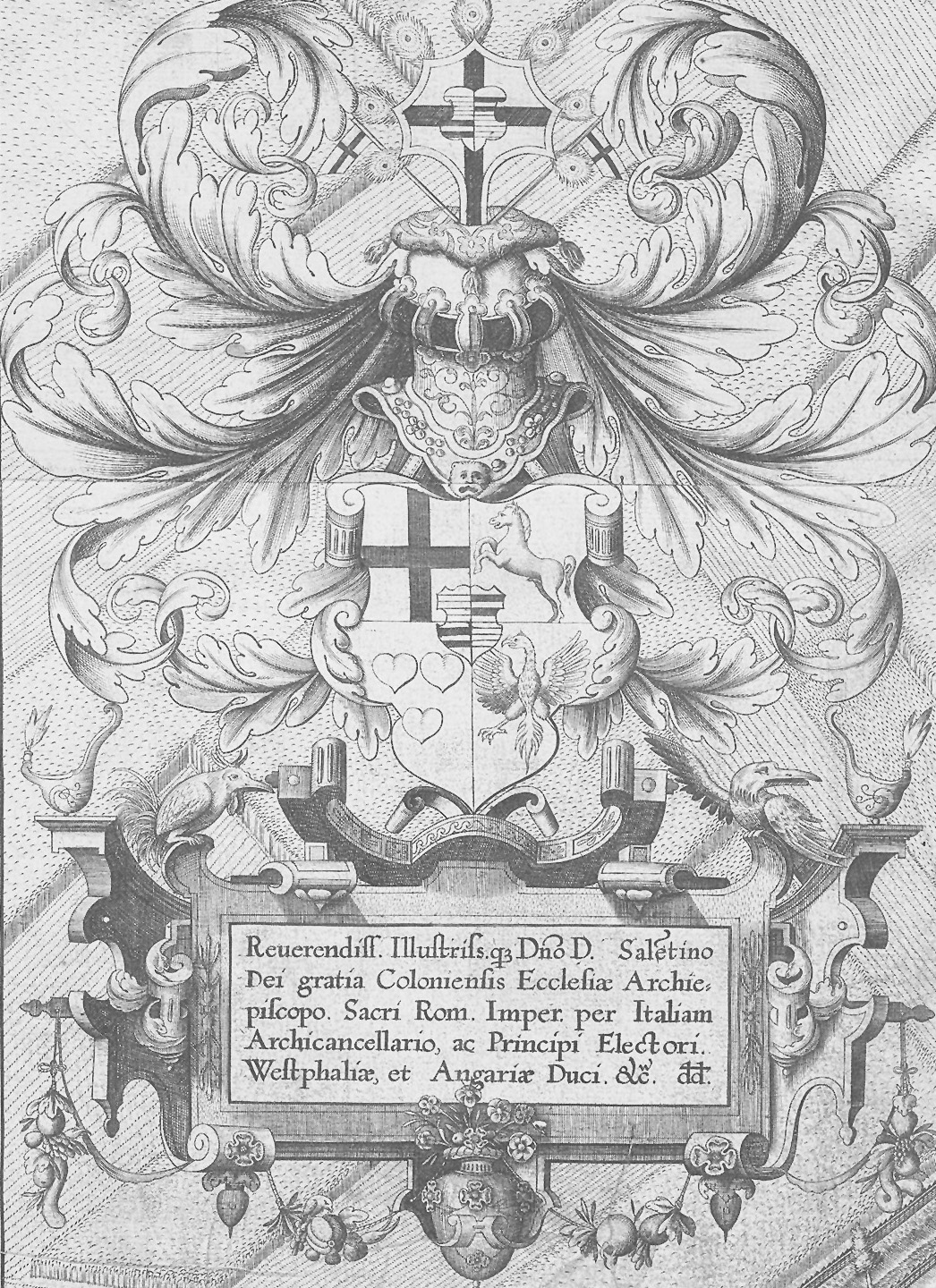
Wappen des Erzbischofs Salentin von Isenburg
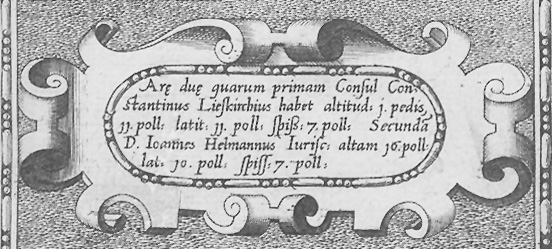
Hinweis auf die Besitzer der Altertümer
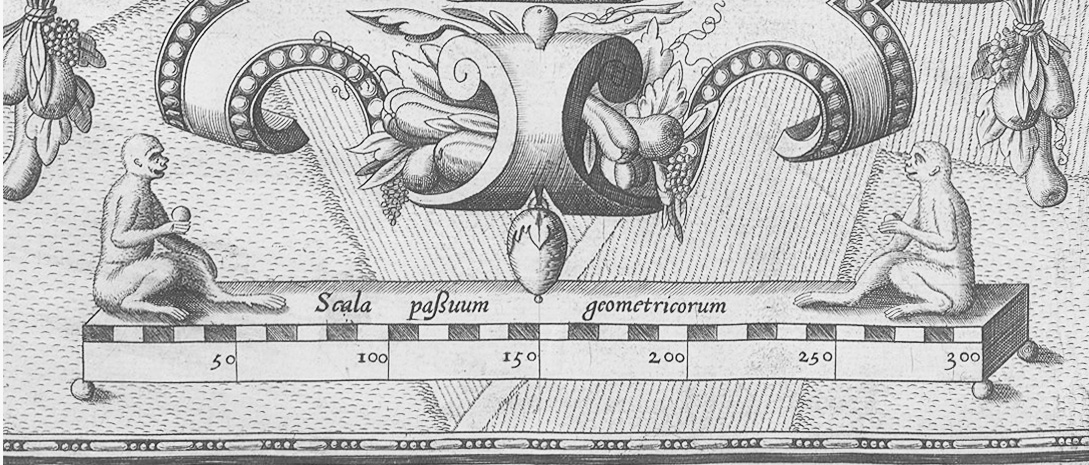
Mercators Maßstabangabe

## Verbleib
Über den Verbleib der ehemals gefertigten Gesamtauflage ist wenig bekannt, ebenso über den der Druckplatten. Der im 19. Jahrhundert publizierende Johann Jakob Merlo führte in einer Abhandlung ein Ratsprotokoll an, welches sich mit dem Original der Kölner Stadtansicht von 1570, für das ein Maß von 109 × 170 cm angegeben wurde, befasste. In diesem Zusammenhang wurden auch die „Helmannschen“ und die Hardenrathschen Steinsammlungen angeführt, und bezüglich des Planes war von einer „sehr schadhaften getuschten Handzeichnung auf Pergament“ die Rede. Dieser Anführung steht jedoch entgegen, dass weder in anderen Quellen, noch in der jüngsten Abhandlung „Noelkes“, der Begriff Pergament verwandt wird. Ob das von Merlo erwähnte Original des städtischen Archivs noch erhalten ist, dürfte aufgrund des durch den Unglücksfall von 2009 erlittenen Verlustes umfangreicher Archivbestände fraglich sein.